# Fortunat l'apòstol
Fortunat (llatí Fortunatus) és un dels Setanta deixebles. És citat al Nou Testament.
| «                | M'alegro que hagin vingut Estèfanes, Fortunat i Acaic; ells han suplert la vostra absència, | » |
| — ［1 Co 16:17］ |                                                                                             |   |

S'entén per aquest passatge que Estèfanes, Fortunat i Acaic porten la carta dels coríntis a Pau de Tars.
L'Església Ortodoxa Grega commemora l'apòstol Fortunat el 15 de juny, a l'Església Ortodoxa Russa, que no té un dia de record unitari pel sant, se'l commemora el 17 de gener, el dia del Consell dels Setanta Apòstols.
Se sap que Climent I, bisbe de Roma, el 97 va enviar un missatge al prevere de Corint anomenat Fortunat, però roman una qüestió si es tracta o no de la mateixa persona. A més, no hi ha cap informació sobre si s'ha ocupat en qualsevol lloc una càtedra episcopal.